# Павел Ритер-Витезович
Павле Ритер Витезович е хърватски писател от немско-хърватски произход, поет, картограф, дипломат, национален деец и член на хърватския парламент. Участник в голямата турска война срещу османците на страната на Хабсбургите, и един от представителите на Виена в дипломатическата комисия в Марсилия, която има за задача да демаркира границата между Свещената Римска империя, Венецианската република и Османската империя, въз основа мира от Сремски Карловци от края на 1699 г. в резултат от голямата победа на Хабсбургите над османците.
Въпреки че Витезович е от немски произход по бащина линия (баща му е елзасец), чрез политическите си дейности чрез програмни и пропагандни писания като Croatia Rediviva, както и чрез позицията си в Свещената Римска империя, той изиграва съществената роля във формирането на хърватското национално съзнание в по-ново време и оказва влияние върху бъдещи хърватски политици и писатели като Анте Старчевич, Людевит Гай и Еуген Кватерник, включително върху радетеля от български произход на ранния илиризъм – Христофор Жефарович. В този контекст Витезович доразвива идеята на модерния илиризъм (положена от Мавро Орбини и Юрий Крижанич), според която славяните всъщност са древните илири и на тази основа обявява всички славяни за хървати, като същевременно определя границите на хърватската територия като цялата област от Черно море до Алпите. По този начин Витезович формира идеята за Велика Хърватия, която обхваща всички южни славяни. Политическата линия на Витезович се споделя от хабсбургския императорски двор и Витезович става историк и придворен съветник на хабсбургския император Леополд I.
Баща на Витезович е Антун Ритер, граничен офицер от немски произход, пристигнал от Елзас, и майка му се казва Доротея Лучкинич, благородничка от Сен.
Витезович учи в йезуитската гимназия, след което заминава за Рим, където се среща с известния хърватски историк Иван Лучич, а по-късно и със словенския историк Янес (Йохан) Вайкхард Валвазор, който събужда интереса му към историята и географията. В Рим се учи на печатарство и гравьорство.
С началото на голямата турска война Витезович постига първия си значителен политически успех през 1683 г., когато гарантира, че на град Сен са гарантирани права, които защитават града от произвола на тогавашния капитан Херберщайн. Същата година заминава да учи във Виена математика, география и астрономия и публикува първия си значителен труд. От 1686 г. е агент във виенския двор и в унгарската канцелария, представляващ интересите на хърватското благородство, след което е титулярен подобластен управител-барон на Лика и Кърбава. След завръщането си от Виена, от 1690 г. живее в Загреб, където се занимава предимно с просветителска дейност, като хърватският парламент му поверява през 1694 г. управлението на банатската печатница в Загреб, която е първата печатница в Хърватия. В тази печатница Витезович печати някои от произведенията си. При пожар, избухнал през 1706 г., неговата печатница и къща изгарят, както и малък брой от ръкописите му. През този период той е в ожесточени конфликти с някои местни благородници, които претендират че им е длъжник. При така създалата се атмосферата срещу него в Загреб, Витезович бяга във Виена, където Йозеф I, наследникът на император Леополд I, му помага, като забавя плащането на присъдените дългове. Във Виена Витезович печати последните си произведения като Пленена Босна (Bossna captiva), както и Serbia Illustrata, която остава една от малкото негови непубликувани творби. За разлика от съвременника си граф Джордже Бранкович, Витезович се пълзва с пълна подкрепа от Виенския императорски хабсбургски двор.
Като цяло творчеството на Витезович има политическо-пропаганден характер с митологичен оттенък, без да има от съвременна изследователска стойност, но за сметка на това носи изключително богат информативен характер. Също така Витезович оказва значим принос за хералдиката и генеалогията.